# Tugu Jaya (Lempuing)
Tugu Jaya is een bestuurslaag in het regentschap Ogan Komering Ilir van de provincie Zuid-Sumatra, Indonesië. Tugu Jaya telt 4862 inwoners (volkstelling 2010).